# Мюлерова ноктеста жаба
Xenopus muelleri е вид жаба от семейство Безезични жаби (Pipidae). Видът не е застрашен от изчезване.

## Разпространение
Разпространен е в Ангола, Бенин, Ботсвана, Буркина Фасо, Гана, Демократична република Конго, Замбия, Зимбабве, Камерун, Кения, Кот д'Ивоар, Малави, Мозамбик, Намибия, Нигерия, Свазиленд, Танзания, Того, Уганда, Централноафриканска република, Чад, Южен Судан и Южна Африка.